# トゥーヌィクィ
トゥーヌィクィ（ウクライナ語：Ту́ники；意訳：「トゥーンの村」）は、ウクライナのキーウ州オブーヒウ地区にある村。面積は約0.5km²（2005年）。人口は196人（2005年）。